# Ataúlfo
Ataúlfo (gótico Attawulfs, ‘padre lobo’, siendo Atta la palabra usada por Wulfilas para "padre, o ancestro masculino; ¿372?-415) fue rey de los visigodos del 410 al 415. De la dinastía baltinga, hijo de Atanarico, a la muerte de su cuñado y primo Alarico I fue nombrado rey al estilo germano (sobre la tumba de su antecesor). Bajo su reinado los visigodos pasaron de ser una confederación de tribus bajo un jefe, a un reino de considerable poder en las postrimerías de la Antigüedad clásica.

## Invasión de Roma
Una de las primeras menciones en textos históricos de Ataúlfo antes de su coronación lo sitúa en la región de Panonia al mando de un ejército mixto de germanos y hunos. En el año 409, cruzó los Alpes y atravesó la región italiana del Véneto con el objetivo de prestar apoyo militar a Alarico en su segunda invasión de Italia. Este se encontraba, en ese momento, negociando con el emperador Honorio en Rávena (entonces capital del Imperio).
Al no conseguir los resultados deseados de dichas negociaciones, Alarico decide poner sitio a Roma el 24 de agosto de 410. Durante dicho ataque fueron capturados numerosos prisioneros de importancia, entre ellos Gala Placidia, hermanastra de Honorio, que quedará bajo custodia de Ataúlfo. Tras el ataque, el Senado romano (probablemente intimidado por los godos) eligió emperador a Prisco Atalo, que nombró a Ataúlfo comes domesticus.

## Rey de los visigodos
Tras el saqueo, los godos se dirigen hacia el sur con el objetivo de invadir Sicilia, mas son detenidos por la muerte de Alarico, probablemente a causa de una fiebre. Tras el funeral, Ataúlfo fue escogido como su sucesor y coronado sobre su tumba, a la usanza de los germanos. Su primer acto como rey es detener el avance hacia el sur, por falta de suministros, y permanecer en Calabria, donde se dedicó a devastar la región.
En aquella época era muy común la presencia de generales y nobles ambiciosos en diversas ciudades que decidían proclamarse emperadores. Ataúlfo se dirigió al norte en el año 412 bajo el pretexto de ponerse al servicio de uno de dichos usurpadores, un aristócrata galorromano llamado Jovino. Sin embargo, su verdadero objetivo era encontrar un lugar en el cual asentar su corte y a su pueblo, por lo que traicionó a Jovino, ayudando militarmente a Honorio en contra de este, y finalmente llevándole su cabeza. Como recompensa, el emperador permitió a los godos establecerse en Aquitania y posteriormente en la Narbonense Primera, en calidad de hospites del Imperio.
El 1 de enero de 414 se casa por sorpresa con Gala Placidia (según rito romano) en Narbona, aunque el historiador Jordanes indica que se casaron en el 411 en el foro Livii (Forli). La fecha de Jordanes puede referirse realmente al inicio de la relación entre ella y el rey godo, pues algunos historiadores afirman que hubo más amor que política en dicha unión.
El rey godo pretendía gobernar sus nuevos dominios con la ayuda de los terratenientes galorromanos, pero el enfurecido emperador Honorio ordenó al general Constancio cortar las rutas de suministro desde la costa de Arlés. Acorralado, no tuvo más remedio que cruzar los Pirineos hacia Hispania.

## Los visigodos en Hispania
A finales del año 414, Ataúlfo, junto con toda su corte, atraviesa los Pirineos y se asienta en Barcino, ciudad de la Hispania Tarraconense. En esta ciudad nace su primer hijo, al cual llamó Teodosio como símbolo de su intención de unir las tradiciones goda y romana; sin embargo este murió pocos meses después. Según el historiador Hidacio, este hecho marcaría el cumplimiento de una profecía de Daniel, que decía que la hija del Rey del Sur se unirá al Rey del Norte, y ninguna estirpe sobrevivirá de ella.
Contrario a lo que esperaba el rey, la situación de los godos no mejoró mucho en Hispania: la flota romana bloqueaba los puertos de la Tarraconense impidiendo el avituallamiento. Varios miembros de la corte sugirieron al rey cruzar el estrecho de Gibraltar e invadir el norte de África, como pretendía Alarico. Sin embargo, Ataúlfo rechazó ese plan, insistiendo en la posibilidad de llegar a un acuerdo con Honorio.
Este hecho agravó el descontento imperante dentro de la nobleza goda, contraria a cualquier tipo de negociación con los romanos.

## Asesinato

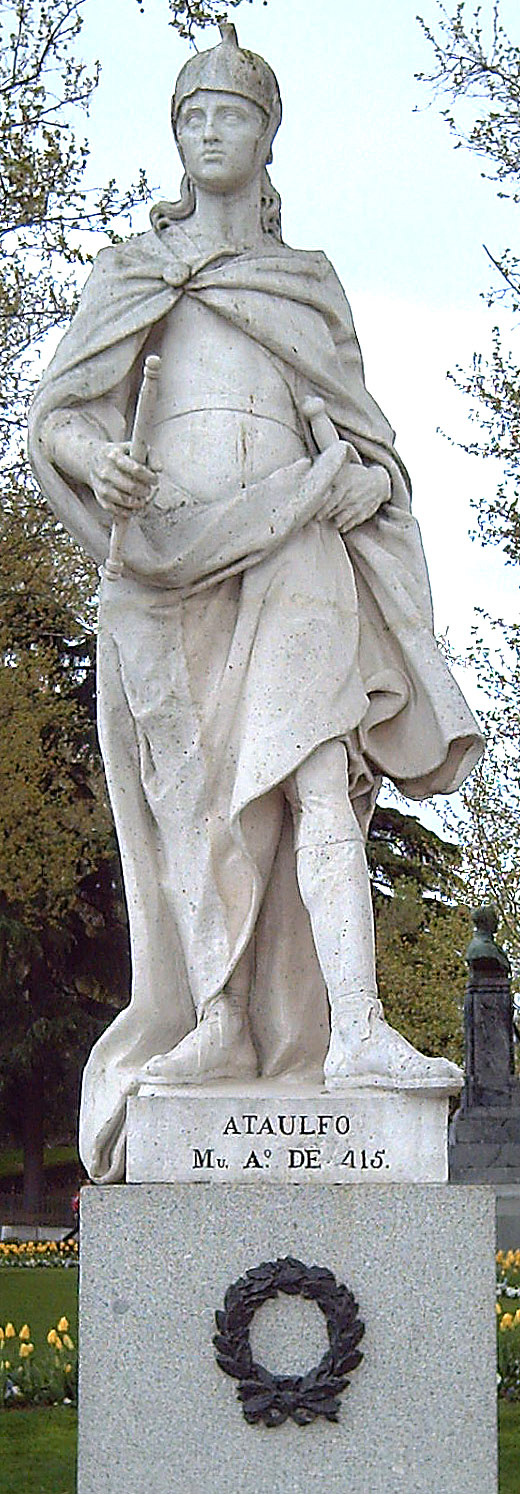
Estatua de Ataúlfo († 415) en la Plaza de Oriente de Madrid (España). Esculpida en piedra blanca por Felipe de Castro (1711–1775) entre 1750 y 1753.

El 14 de agosto del 415, mientras revisaba sus caballos en las caballerizas de Barcino, Ataúlfo fue asesinado. No se conoce con certeza la identidad del culpable, pero se piensa que el rey cayó víctima de una conspiración encabezada por su sucesor Sigerico. Se especula que su asesino fue un miembro de la corte llamado Dubius o Eberwulf que supuestamente había sido ridiculizado por el rey por algún defecto físico; este sería también miembro de una tribu goda cuyo jefe, Saro, era el supuesto hermano de Sigerico y había sido asesinado por Ataúlfo.
Sin embargo, Ataúlfo no murió instantáneamente, viviendo el tiempo suficiente para designar sucesor a su hermano menor. De todos modos fue Sigerico quien ascendió al trono, matando a los seis hijos que Ataúlfo tuvo con su primera esposa, y violando a Gala Placidia. El reinado de Sigerico no duró más que una semana, fue sucedido por Walia.